# Sovereign of the Seas (клипер)
Sovereign of the Seas (с англ. — «Повелитель морей») — американский клипер, построенный в 1852 году. Примечателен тем, что установил мировой рекорд скорости для парусных судов.

## История
Со стапелей Нью-Йорка и Бостона один за другим спускали на воду новые клипера, причём лидером в этом деле постепенно стал судостроитель Дональд Маккей из Бостона (штат Массачусетс). В 1852 году на его верфи был построен клипер «Sovereign of the Seas» (так же когда-то назывался знаменитый британский корабль). Это был большой по тем временам корабль (его длина составляла 80,8 м, ширина — 13,4 м, осадка — 7 м, водоизмещение — 2420 тонн). О хороших ходовых характеристиках корабля говорит такой факт: в одном из рейсов судно за сутки преодолело 411 миль — средняя скорость в 17,1 узла для того времени казалась просто немыслимой.

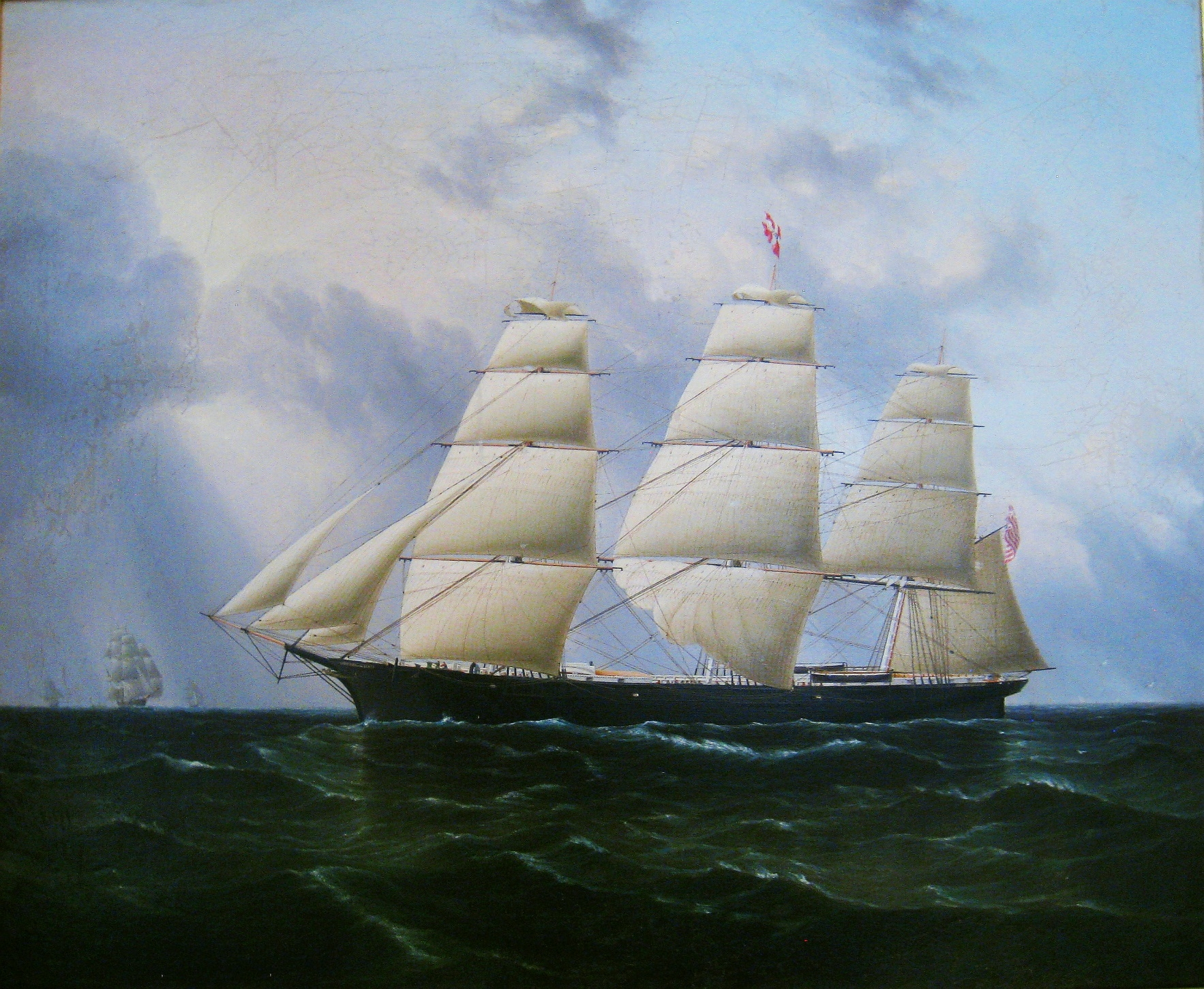
Sovereign of the Seas. Картина Джеймса Баттерсворта

Количественно американский клиперный флот ещё долгое время превосходил британский и в течение ещё нескольких лет на долю американских судов доставалась бо́льшая прибыль (англичанам приходилось фрахтовать американские суда). Во времена чайных гонок скорость клиперов оценивалась по разному: во-первых, в узлах; во-вторых, в пройденных за день милях, и, в-третьих, в затраченных на переход от порта до порта днях. Во всех трёх категориях превосходство американцев было очевидно. В частности, из двенадцати судов, превысивших 18 узлов, десять были достигнуты американскими клиперами. Клипер «Sovereign of the Seas» был парусным судном, отличившимся установлением мирового рекорда. В 1853 году «Sovereign of the Seas» был зафрахтован Джеймсом Бейнсом из «Black Ball Line (Liverpool)» (Ливерпуль) для выполнения коммерческих рейсов в Австралию. В 1854 году «Sovereign of the Seas» показал самую большую скорость для парусного судна, набрав 22 узла (41 км/ч, 25 миль в час).